# Fortnum & Mason
Fortnum & Mason, a menudo abreviado como "Fortnum's", es una tienda departamental situada en Piccadilly, Londres, establecida el año 1707 por William Fortnum y Hugh Mason. Su fama se debía a que inicialmente se dedicaba por completo a la venta de alimentos (food hall), aunque actualmente posee varias plantas dedicadas a otros temas. Es también conocido como una reputada tienda de té (tea shop). Es una empresa privada que pertenece a Wittington Investments Ltd.
Fortnum and Mason es reconocida internacionalmente por sus productos de alta calidad y ser un símbolo del Reino Unido. Ha sido proveedor real durante los últimos 150 años.

## Historia
En 1761 el nieto de William Fortnum entró al servicio de Carlota de Mecklemburgo-Strelitz y esta afiliación a la Corte Real le permitió incrementar los ingresos de su negocio. La tienda comenzó a vender ingredientes especiales que denominaba: ready-to-eat, comidas de lujo a base de aves corral o caza servidas en aspic jelly.  

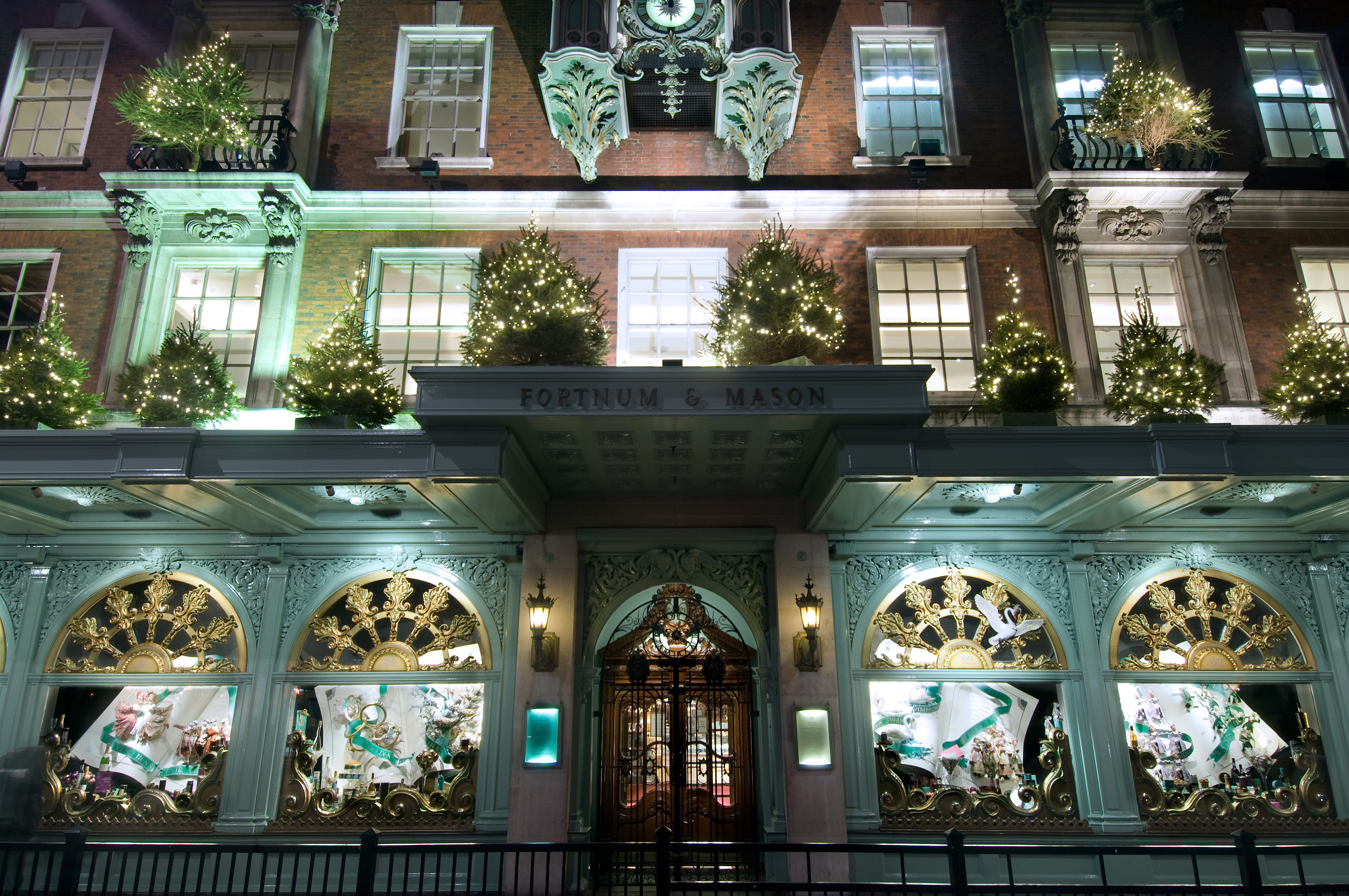
Escaparate de Fortnum & Mason.

Durante las Guerras Napoleónicas suministró fruta seca, especias y otras conservas a las tropas británicas, y durante la época victoriana le fue muy frecuentemente solicitada la provisión de comida para las funciones culinarias de la Corte. La reina Victoria le encargó la dotación de varios barcos con beef tea a los hospitales de Florence Nightingale durante la guerra de Crimea.
En 1866, después de haber comprado el stock completo de cinco cajas de baked beans (judías o alubias al horno), un nuevo producto fabricado por H. J. Heinz Company, se convirtió en la primera tienda británica en vender latas de frijoles horneados.
En el año 1964 su propietario W. Garfield Weston fue encargado de instalar un reloj de cuatro toneladas a la entrada principal de la tienda en honor de sus fundadores. Cada hora las imágenes de William Fortnum y Hugh Mason emergen del interior del reloj y se miran el uno al otro, y tiene sonajería del siglo XVIII tocando en el fondo. Desde la muerte de Garfield Weston en 1978, la tienda está en manos de sus nietas, Jana Khayat y Kate Weston Hobhouse, y la directora gerencial es Beverley Aspinall.
La tienda llevó a cabo una remodelación de su edificio en 2007, la cual costó 27 millones de libras esterlinas, al mismo tiempo que celebraba 300 años de existencia.
Fortnum & Mason se ha hecho famosa por sus delicadas y lujosas preparaciones de picnic hampers. Esta fama empezó ya en la clase alta de la época victoriana, en los que daba servicio de cáterin Henley Regatta y el Ascot Races. Estos eventos contenían diversos productos alimenticios como el queso stilton, champaña y salmón ahumado, los cuales permanecen en la actualidad como elementos populares en las clases altas británicas, especialmente en Navidad con sus cestas de Navidad.